# ناتوست
ناتوست (انگلیسی: NatWest) شرکت خدمات مالی و بانکداری بریتانیایی است، که در سال ۱۹۶۸ تأسیس شد.